# 대니 아이엘로
대니 아이엘로(영어: Danny Aiello, 1933년 6월 20일 ~ 2019년 12월 12일)는 미국의 배우이다.

## 출연 작품
- 럭키 넘버 슬레븐 - 로스 역
- 어 브로큰 소울
- 헨리 앤 미 - 아코스타 역 (목소리)
- 리틀 이태리 - 카를로 캄포 역
- 대부 2
- 레옹
- 똑바로 살아라

## 같이 보기
- 크루너 목록